# Hilantagaan Island
Hilantagaan Island ist eine Insel der Provinz Cebu auf den Philippinen. Sie liegt etwa 27 km vor der Nordwestküste der Insel Cebu und 4 km östlich der Insel Bantayan, 10 km nordöstlich liegt die Insel Kinatarkan Island. Südlich der Insel liegt die Tanon-Straße, einem Seegebiet im Süden der Visayas-See. Die Insel hat eine Fläche von circa 4,6 km² und wird von der Stadtgemeinde Santa Fe aus verwaltet. Bei der Volkszählung 2007 wurden exakt 3668 Einwohner registriert. Der Barangay Hilantagaan liegt auf der Insel.
Die Insel hat eine elliptische Form. Der etwa 2,4 km lange und ca. 2,1 km breiten Insel sind zahlreiche Korallenriffe und Seegraswiesen vorgelagert, die teilweise von einem Marine Protected Area geschützt werden. Die Topographie der Insel ist sehr flach ohne größere Erhebungen. Der Pflanzenwuchs der Insel besteht aus einer dichten tropischen Vegetation, im Inselinneren finden sich auch kleinere landwirtschaftlich genutzte Flächen.
Eine Fährverbindung zur Insel besteht vom Hafen in Santa Fe aus, sie dauert ca. 30 Minuten.